# برامج 32-بت
في معمارية x86، تعتبر برامج 32-بت برنامج تعمل مساحة ذاكرة 32-بت مسطحة (flat memory model)
ظهر مصطلح برامج 32-بت لأن دوس ومايكروسوفت ويندوز كانت مكتوبة في الأصل لمعالجي إنتل 8088 وإنتل 80286. وهي عبارة عن معالجات 16-بت بمساحة عنونة مجزئة. ويتالي كان يجب على البرامج التي تحتوي على كود و/أو بيانات أثر من 64 كيلوبايت التبديل بين الأجزاء بشكل متكرر. وتلك العملية تتطلب وقتاَ طويلا بالمقارنة مع عمليات الحاسوب الأخرى، وبالتالي يقل آداء البرنامج. بالإضافة إلى أن البرامج التي تحتوي على أجزاء أكثر تورطاً من البرامج ذات مساحة العنونة المسطحة، مما أدى إلى بعض التعقيدات مع لغات البرمجة مثل «موديلات الذاكرة» في سي وسي++.
بعد ظهور معالج 386 أصبح ممكناً التحويل من برامج 16-بت إلى برامج 32-بت من أنظمة آي‌ بي‌ إم. يدعم المعالج وخلفة مساحة العنونة المجزئة 16-بت و32-بت (بالتحديد: التي يكون أوفست العنوان المجزئ 16-بت أو 32-بت). إذا تم تعيين العنوان الأساسي لكل الـ 32-بت إلى 0، ولم تستخدم السجلات بشكل صريح، يمكن نسيان الأجزاء ويظهر ان للمعالج سطر واحد من مساحة العنوان 32-بت. ولمشاكل في التوافق، تكتب مغضم البرامج بموديل 16-بت.
توفر أنظمة التشغيل مثل ويندوز أو أو إس/2 أمكانية تشغيل (أجزاء) برامج 16-بت بالإضافة إلى برامج 32-بت. يوجد الأول من أجل التوافق أما الأخير يستخدم في تطوير البرمجيات الجديدة.